# More Than You Know (Youmans-, Rose- und Eliscu-Lied)
More Than You Know ist ein Popsong, den Vincent Youmans (Musik), Billy Rose und Edward Eliscu (Text) verfassten und 1929 veröffentlichten. Der Song wurde später zu einem populären Jazzstandard. Alec Wilder bezeichnete More Than You Know als Youmans’ beste Ballade und zählt ihn zu den besten Popsongs.

## Hintergrund
Das Songwriter-Team Youmans, Rose und Eliscu schrieb More Than You Know für das Musical Great Day, für das sie auch den Titelsong, Happy Because I’m in Love und Without a Song beisteuerten. More Than You Know wurde in dem Musical, das am 17. Oktober 1929 am New Yorker Cosmopolitan Theatre Premiere hatte, von Mayo Methot vorgestellt. In späteren Jahren wurde der Song mit Jane Froman assoziiert, die ihn bei ihren Auftritten interpretierte. Die ersten Strophen des Songs über eine obsessive Liebe lauten:
More than you know, more than you know.
Girl o’ my heart, I love you so.
Lately I find you're on my mind.
More than you know.

## Erste Aufnahmen und spätere Coverversionen
Mit dem Song erfolgreich in den Vereinigten Staaten war Ruth Etting; Mildred Bailey und Perry Como verhalfen ihm 1937 bzw. 1946 zu einem Comeback. Zu den Musikern, die den Song ab Ende 1929 coverten, gehörten Libby Holman (Brunswick), Zaidee Jackson (Odeon) und Helen Morgan (Victor 22149).
Der Diskograf Tom Lord listet im Bereich des Jazz insgesamt 436 (Stand 2016) Coverversionen. Hervorhebenswert unter den Musikern, die More Than You Know coverten, sind Blossom Dearie, Dexter Gordon, Coleman Hawkins, George Shearing, Sarah Vaughan, Teddy Wilson und Art Tatum, später auch Tina May auf ihrem gleichnamigen Album (2004) mit Tony Coe und Nikki Iles.
Verwendung fand der Song auch im Soundtrack des Films Die fabelhaften Baker Boys (1989), in dem ihn Michelle Pfeiffer interpretierte.